# Crataegus xanthophylla
Crataegus xanthophylla är en rosväxtart som beskrevs av Charles Sprague Sargent. Crataegus xanthophylla ingår i Hagtornssläktet som ingår i familjen rosväxter. Inga underarter finns listade i Catalogue of Life.